# NGC 3575
NGC 3575 (NGC 3162) je prečkasta spiralna galaktika u zviježđu Lavu. Naknadno je utvđreno da je NGC 3162 ista galaktika.

## Vanjske poveznice
- (eng.) SEDS: NGC 3575
- (eng.) Revidirani Novi opći katalog
- (eng.) Izvangalaktička baza podataka NASA-e i IPAC-a
- (eng.) Astronomska baza podataka SIMBAD
- (eng.) VizieR